# Stransko
Stransko (bułg. Странско) – wieś w południowej Bułgarii, w obwodzie Chaskowo, w gminie Dimitrowgrad.